# 兀兰火车关卡
兀蘭火車關卡（英語：Woodlands Train Checkpoint，又称兀蘭火車站）是位于新加坡兀蘭的火车站及关卡，铁路由马来亚铁道（KTM）负责运营。2011年7月1日起，位于新加坡市区的丹戎巴葛火車總站停用後，兀蘭火車關卡成為马来亚铁道城际铁路最南端的车站。

## 背景：铁路土地及一地兩檢边境管制争议
马来西亚和新加坡独立之前均属英国殖民地，英殖政府在马来亚修建铁路时将铁路延伸至新加坡，以利用铁路运输锡米、橡胶等原料到新加坡港出口。为方便管理，新加坡的铁路及车站坐落之土地由马来联邦政府向海峡殖民地政府租借。新加坡于1965年独立之后，铁路租借地继续由马来西亚管理。两国之间设立边境管制时，丹戎巴葛火車總站被设立为马新铁路边境管制站，實施一地两检出入境制（類似今香港西九龍站，但情況不完全相同。香港西九龍站相關區域是以永久租賃方式劃入深圳市管轄，但不包括指定六項民法及名義深港邊界）。當時，馬來亞鐵道的丹戎巴葛火車總站是永久性的馬新領土分界，由丹戎巴葛火車總站的大部分範圍以及馬來亞鐵道新加坡段大部分範圍均屬馬來西亞鐵路(KTM)管轄。
两国分家的政治现况导致马来亚铁路在新加坡无法持续发展。马来西亚长期着重于公路发展而忽略了铁路发展，铁路运输无法与时并进与道路运输竞争，道路超越铁路成为两国之间最主要的运输模式。此外，马来西亚在国内建设巴生港，也是减少了对新加坡港的依赖。新加坡面对土地有限的压力，位于市中心的丹戎巴葛站坐落在黄金地段，铁路租借地仅作为铁路用途无法发掘应有的经济效益。新加坡也对国内大片土地为外国拥有，加上该土地从北到南将国土划分为两半，而感到不安。

## 歷史
基于种种原因，马新两国在1990年開始协商搬迁车站及将部分土地归还新加坡，新加坡同意另拨出地段由两国共同发展作为赔偿，馬方才原則上同意。但是，两国对于协议生效期限存有异议，新方认为立即生效，马方则认为待马方确定搬迁车站时才生效。与此同时，新加坡基于边境及國家安全的考量，决定将铁路边境管制站搬迁至位于马新边境的兀兰，所以修建了兀兰火车关卡，并且要求马来西亚也盡快将马方边境管制站共同迁至兀兰或搬回马来西亚本土的新山，却遭到马方拖延。
兀蘭火車關卡于1997年竣工，翌年8月1日开始运作，原本是新加坡移民与关卡局专为火车乘客而设的边境管制站。1998年8月1日兀兰火车关卡启用后，马来西亚虽然在新山站对南下旅客进行出境检查，但北上入境管制站依然留在丹戎巴葛火车站，对北上列车而言形成了“先入境、后出境”不符合国际惯例的状况。作为折衷的办法，马方在丹戎巴葛站检查火车旅客的旅游证件时先只在入境卡上盖章而不在护照内盖章，但这样的做法却导致外国旅客离开马来西亚时面对出境处官员的刁难，特别是在马来西亚境内遗失入境卡而无法出示合法入境记录的旅客。
当时這樣做還耽誤時間，由于马来西亚的铁路入境管制站设在丹戎巴葛火車總站，前往马来西亚的火车乘客无法在兀蘭上车而必须在丹戎巴葛站上车。北上马来西亚的列车离开丹戎巴葛站后在兀蘭火車關卡停留二、三十分钟，乘客下车办理新加坡的出境手续，完成后上车继续行程。南下新加坡的列车乘客在马来西亚新山站接受出境检查，火车越过新柔长堤后在兀蘭火車關卡停留二、三十分钟，乘客必须携同行李下车办理新加坡的入境手续，乘客完成入境手续后可离开火車關卡以其他交通模式前往目的地，或在候车室等候海关人员检查火车，确保车上无违禁物品及偷渡人员后上车继续前往丹戎巴葛站。
2010年5月24日，马新两国领导人会面时同意繼續解决铁路问题，马方答应将车站及铁路入境管制站搬迁至兀兰火车关卡，将兀兰以南的铁路租借地归还新加坡以及接受新加坡的赔偿方案。2011年6月30日，最后一趟列车驶离丹戎巴葛站，翌日开始马来亚铁道的南端终点站就设置在兀兰火车关卡。出入境方面，北上列车恢复一地两检，南下列车则维持两地两检的现状。随着马新两国同意关闭丹戎巴葛火車總站后，兀蘭火車關卡于2011年7月1日起成为新加坡境内唯一的城际铁路车站，火车站和关卡合为一体。前往马来西亚的乘客在兀兰上车前接受新加坡的出境检查及马来西亚的入境检查（類似香港的一地两检）。前往新加坡的乘客则在马来西亚新山中央车站接受出境检查，搭乘火车越过长堤后在兀兰下车，完成新加坡的入境手续后即可离开。

## 列车服务
马来亚铁路在兀蘭火車關卡提供往返新山中央车站及兀蘭的“地不佬接驳列车”（Shuttle Tebrau）短程列车服务。每天从新山到兀蘭有十七趟，从兀蘭到新山有十四趟，共三十一趟。接驳火车服务于2015年7月1日开跑之后，其他来往兀蘭及马来西亚半岛各城镇的城际列车服务改在新山中央车站终止。
亚洲东方快车这一豪华列车从兀兰火车关卡出发，经马来西亚到达泰国曼谷。

计划中的新柔捷運系統于启用後，此路線不做保留，往来新山及兀兰火车关卡的接驳列车服务将停止运作。屆時，新加坡將不會再有任何國鐵軌道，也不會有城際列車停靠，直至吉隆坡—新加坡高速铁路通車為止。

## 接驳交通
兀兰火车关卡有巴士服务衔接到克兰芝、马西岭、兀兰、 兀兰北4个地铁站，以及位于兀兰地铁站的兀兰区域巴士转换站。另有人行天桥连接兀兰火车关卡和公路交通边检的兀兰关卡。